# 내재신론
내재신론(內在神論, 영어: Panentheism) 혹은 만유내재신론(萬有內在神論)은 스콜라 철학 초기의 에리우게나의 종교관, 또는 세계관이다. 신은 모든 것의 시초이며 중간이며 끝이라고 한다. 신은 세계를 초월함과 동시에 세계 안에 있는 것이라는 입장이다.
이 용어는 독일 철학자 카를 크라우제가 1828년에 힌두교 경전을 검토한 후 만들었으며, 신과 우주의 관계에 대한 게오르크 빌헬름 프리드리히 헤겔과 프리드리히 빌헬름 요제프 셸링의 사상을 바뤼흐 스피노자의 범신론과 구별하기 위해 사용되었습니다.

## 같이 보기
- 브라흐만
- 신의 개념들
- 신의 단순성
- 독일 관념론
- 헤노시스
- 카발라
- 신플라톤주의
- 열린신학
- 범신론
- 시간과 공간의 철학
- 과정신학
- 타우히드
- 그리고리오스 팔라마스
- 바뤼흐 스피노자
- 앨프리드 노스 화이트헤드
- 찰스 하츠혼
- 아서 피콕
- 존 캅
- 샐리 맥파규
- 윌리엄 루터 피어스
- 로즈메리 래드퍼드 류터
- 레오나르도 보프
- 마커스 보그
- 존 폴킹혼

## 참고 문헌
- 이 문서에는 다음커뮤니케이션(현 카카오)에서 GFDL 또는 CC-SA 라이선스로 배포한 글로벌 세계대백과사전의 내용을 기초로 작성된 글이 포함되어 있습니다.